# So Long, Jimmy
Pistes de Back to Bedlam
Out of My Mind Billy
So Long, Jimmy est une chanson de James Blunt, extrait de son album Back to Bedlam, qui est une dédicace à Jim Morrison et à Jimi Hendrix. La chanson se termine d'ailleurs par quelques notes de "Riders on the storm", une des chansons des Doors, et ses paroles sont émaillées de nombreuses références à Jimi Hendrix.